# David Pech
David Pech (* 22. února 2002 Brandýs nad Labem) je český profesionální fotbalista, který hraje na pozici pravého záložníka za český klub Slavie Praha. Je také bývalým českým mládežnickým reprezentantem.

## Statistiky

### Klubové
Platí k 27. květnu 2023.
| Klub              | Sezóna            | Liga                    | Liga   | Liga | Národní pohár | Národní pohár | Kontinentální | Kontinentální | Ostatní | Ostatní | Celkově | Celkově |
| Klub              | Sezóna            | Soutěž                  | Zápasy | Góly | Zápasy        | Góly          | Zápasy        | Góly          | Zápasy  | Góly    | Zápasy  | Góly    |
| ----------------- | ----------------- | ----------------------- | ------ | ---- | ------------- | ------------- | ------------- | ------------- | ------- | ------- | ------- | ------- |
| Mladá Boleslav    | 2019/20           | 1. česká fotbalová liga | 5      | 0    | 1             | 0             | 0             | 0             | —       | —       | 6       | 0       |
| Mladá Boleslav    | 2020/21           | 1. česká fotbalová liga | 2      | 0    | 0             | 0             | —             | —             | —       | —       | 2       | 0       |
| Mladá Boleslav    | 2021/22           | 1. česká fotbalová liga | 13     | 1    | 2             | 0             | —             | —             | —       | —       | 15      | 1       |
| Mladá Boleslav    | 2022/23           | 1. česká fotbalová liga | 16     | 1    | 2             | 0             | —             | —             | —       | —       | 18      | 1       |
| Mladá Boleslav    | Celkově           | Celkově                 | 36     | 2    | 5             | 0             | 0             | 0             | —       | —       | 41      | 2       |
| Slavia Praha      | 2022/23           | 1. česká fotbalová liga | 7      | 0    | 1             | 0             | —             | —             | —       | —       | 8       | 0       |
| Celkově v kariéře | Celkově v kariéře | Celkově v kariéře       | 43     | 2    | 6             | 0             | 0             | 0             | 0       | 0       | 49      | 2       |